# Брен льо Конт
Брен льо Конт (на френски: Braine-le-Comte) е град в Югозападна Белгия, окръг Соани на провинция Ено. Населението му е около 20 300 души (2006).